# Svenska kyrkans filmpris
Svenska kyrkans filmpris (även Angelos-priset) är ett svenskt filmpris som varje år delats ut av Svenska kyrkan vid avslutningen av Göteborgs filmfestival. Priset, som är på 50 000 kronor, går till en av de svenska filmer som nominerats till tävlan av filmfestivalens ledning. Kyrkans filmpris ska gå till en film som håller hög konstnärlig kvalitet samt synliggör existentiella, sociala och rättvisefrågor i berättelse och uttryck. Från 2010 tilldelas priset uteslutande svenska långfilmer som har premiär under festivalen.

## Vinnare
- 2002 Jokí av den finländske regissören Jarmo Lampela
- 2003 Nói Albínói av den isländske regissören Dagur Kári Pétursson
- 2004 Fyra nyanser av brunt av den svenske regissören Tomas Alfredson och Killinggänget
- 2005 Fruset land av den finländske regissören Aku Louhimies
- 2006 Drömmen av den danske regissören Niels Arden Oplev
- 2007 Kid Svensk av den svenska regissören Nanna Houlman
- 2008 Go with Peace Jamil av den danska regössören Omar Shargawi
- 2009 Velsignelsen av den danska regössören Omar Shargawi
- 2010 Sebbe av den svenska regössören Babak Najafi
- 2011 Mammas comeback, en dokumentär av den svenska regissören Åsa Ekman
- 2012 Flimmer av den svenska regissören Patrik Eklund
- 2013 Godheten, en dokumentär av den svenska regissören Stefan Jarl
- 2014 Jag är fan en panter, en dokumentär av Leo Palmestål, Jennifer Jerez och Anders Rundberg[4]
- 2015 Every Face Has a Name, en dokumentär av Magnus Gertten[4]
- 2016 Flickan som räddade mitt liv, en dokumentär av Hogir Hirori[5]
- 2017 Dröm vidare regisserad av Rojda Sekersöz[6]
- 2018 Amatörer regisserad av Gabriela Pichler[7]
- 2019 Till drömmarnas land regisserad av Victor Lindgren[8]
- 2020 Cinema Pameer regisserad av Martin Von Krogh
- 2021 Sweat regisserad av Magnus von Horn
- 2022 Dag för dag regisserad av Felix Herngren
- 2023 Puss hej då regisserad av Annika Fredriksson
- 2024 Om alla bara drar regisserad av Karin Wegsjö och Nazira Abzalova[9]
- 2025 Leva lite regisserad av Fanny Ovesen[10]

## Motiveringar
Juryns motivering 2009:
”Svenska kyrkans filmpris 2009 går till The Blessing för dess känsliga skildring av en ung kvinnas svårighet att utforma sitt eget moderskap samtidigt som hon har problem med att förhålla sig till sin egen mamma. Filmen ställer, inte minst till kyrkan, viktiga frågor om föräldraskap. Idealisering av kärnfamiljen kan skapa förväntningar på föräldrar–barnrelationer vilka kan vara svåra att leva upp till. The Blessing bidrar på ett förtjänstfullt sätt till att synliggöra ett i hög grad tabubelagt ämne: att kärleken mellan mor och barn ibland kan vara komplicerad. Men huvudpersonens mod att våga gå utanför familjen och be om hjälp inger hopp om en väg mot helade familjerelationer.” 
Juryns motivering 2010:
"Svenska kyrkans filmpris 2010 går till en existentiellt gripande skildring av en ung människas ultimata ensamhet. Filmen rymmer ett visuellt evangelium om inre styrka som vänder fysisk och psykisk förnedring till uppbrott och framtid. Babak Najafis film Sebbe är ett nyanserat drama om en ensamstående mor och hennes son i ett nyfattigt Sverige där vanmakt och explosiv desperation ställer extrema krav på individens överlevnadsinstinkter. "
Juryns motivering 2011:
"En livsbejakande berättelse om människovärde, integritet och sökande efter mening. En film där tre personers olika styrkor, mod och villkorslösa kärlek inspirerar till att väcka vår inre kraft."
Juryns motivering 2012:
"Med värme och finurlighet skildrar Flimmer den mänskliga komedin. När mörkret blir som djupast är befrielsen nära!"
Juryns motivering 2013:
"Med övertygande allvar och humor skildrar Stefan Jarl i Godheten vårt penningstyrda samhälle där människan och livets värden marginaliseras. Godheten får oss att se det vi förlorar."
Juryns motivering 2014: "Med tålamod och närhet skildrar filmteamet Pantrarnas handlingskraft. Filmen visar på det akuta behovet av en vitaliserad demokrati och inspirerar till solidaritet och engagemang. Juryns enade reaktion: Jag vill också vara en panter!"
Juryns motivering 2015: "En smärtsamt gripande film om människor på flykt genom tiderna. Skepp anländer i två hamnar; Malmö 1945 och Pozzallo idag. Bakom varje anonym person finns ett människoliv. Ansikten får namn och med det sin historia. Först då kan befrielsen bli verklig. Magnus Gerttens enastående dokumentär ställer frågor som är brännande aktuella. Är vår medmänsklighet gränslös? Vad är det att vara människa? Every Face Has a Name blir en påminnelse om de humanistiska värden som ger mänskligheten hopp."
Juryns motivering 2016: "Hogir Hirori är inte bara en betraktare utan låter sig engageras av konflikten i kurdiska Irak. Ett medmänskligt val, som blir ett konstnärligt val, räddar även hans liv. Beredd att ge vidare kameran och tolkningsföreträdet till andra ser han var och en av oss som en medmänniska i Flickan som räddade mitt liv." 
Juryns motivering 2017:"Svenska kyrkans filmpris 2017 går till filmen Dröm vidare för den trovärdiga skildringen av en ung kvinnas kamp att finna sin identitet och att orka vara den trogen. Regissören Rojda Sekersöz långfilmsdebut imponerar i skildringen av vänskapsrelationer på gott och ont och visionen av att det aldrig är för sent att börja på nytt." 
Juryns motivering 2018:"Med stark närvaro, fingertoppskänsla och intensitet fångar denna debutfilm en rad av samtidens brännande frågor. Stad och landsbygd, vi och dom, utanförskap och längtan. Filmiskt hantverk smälter samman med oförglömliga porträtt av två unga kvinnor som möts bortom alla språkbarriärer. Allt i starka visuella bilder som skapar en angelägen spegling av Sverige i dag." 
Juryns motivering 2019: "Med stark närvaro, fingertoppskänsla och intensitet fångar denna debutfilm en rad av samtidens brännande frågor. Stad och landsbygd, vi och dom, utanförskap och längtan. Filmiskt hantverk smälter samman med oförglömliga porträtt av två unga kvinnor som möts bortom alla språkbarriärer. Allt i starka visuella bilder som skapar en angelägen spegling av Sverige i dag." 